# مزرعة شوكه (مقاطعة دلفان)
مزرعة شوكه (بالفارسية: مزرعه شوکه) هي قرية تقع في قسم ايتيوند الجنوبي الريفي (مقاطعة دلفان) في إيران. يقدر عدد سكانها بـ 15 نسمة بحسب إحصاء 2016.